# Ernst Carl von der Brüggen
Ernst Carl von der Brüggen (* 10. November 1840 in Laidsen, Gouvernement Kurland; † 5. Dezember 1903 in Riga) war ein deutsch-baltischer Redakteur und politischer Autor.

## Leben

### Herkunft und Familie
Der unverheiratete Ernst Carl v.d.B. stammte aus dem deutsch-baltischen Adelsgeschlecht von der Brüggen. Sein Vater war der, in russischen Diensten stehende, Oberstleutnant Axel Heinrich von der Brüggen (1799–1868), der mit Johanna von Liphardt (1810–1878) verheiratet war.

### Werdegang
Ernst Carl erhielt, bis er in das Gymnasium in Dorpat eintrat, Hausunterricht. Danach besuchte er die Schuleinrichtung Schmidtsche Anstalt in Fellin und legte die Reifeprüfung ab. Er studierte von 1860 bis 1864 Rechtswissenschaften an der Kaiserlichen Universität Dorpat, wechselte 1865 nach Berlin und anschließend nach Dresden und kam 1866 wieder nach Riga.
Seine berufliche Laufbahn begann 1867 als Beamter in der Livländische Gouverneursregierung, hier verblieb er bis 1871. Von 1870 bis 1872 war er Redakteur bei der Baltischen Monatsschrift. Während seiner Reisen nach Deutschland, Holland und Italien sammelte er journalistische Erfahrungen und war 1876 Mitarbeiter bei der National-Zeitung in Berlin. Dann zog es ihn von 1879 bis 1882 und erneut im Jahr 1886 als Landwirt nach Degaizen im Gouvernement Kowno, (Bezirk Telšiai). Von 1882 bis 1886 arbeitete er in Berlin als Schriftsteller und von 1885 bis 1886 war er an der Gründung der Deutschen Kolonialgesellschaft beteiligt und 1885 vorübergehend im Auswärtigen Amt in Berlin beschäftigt. Seit 1869 war er Besitzer des Landguts Degaizen.

## Werke
- Politische Aufsätze in der Baltischen Monatsschrift, der Deutschen Rundschau, Die Grenzboten und der National-Zeitung.
- Polens Auflösung, Kulturhistorische Skizzen aus der letzten Zeit der polnischen Selbständigkeit (1882);
- Rußland und die Juden (1882); archive.org
- Wie Rußland europäisch wurde, Kulturstudien (1885);< archive.org
- Das heutige Rußland, Kulturstudien (1902); archive.org
- Sonstige: Brief 02. Dezember 1890. Inhalt: Schtschedrin-Übersetzung; Kritik an den Preußischen Jahrbüchern.[2]